# Rincón del Bu-La Nasa-Tripazul
Rincón del Bu-La Nasa-Tripazul este o arie protejată (arie de protecție specială avifaunistică — SPA) din Spania întinsă pe o suprafață de 3.650,6 ha, integral pe uscat.

## Localizare
Centrul sitului Rincón del Bu-La Nasa-Tripazul este situat la coordonatele 42°08′21″N 1°26′21″W / 42.1392°N 1.4393°V.

## Înființare
Situl Rincón del Bu-La Nasa-Tripazul a fost declarat arie de protecție specială avifaunistică în decembrie 1998 pentru a proteja 29 de specii de animale.

## Biodiversitate
Situată în ecoregiunea mediteraneană, aria protejată conține 11 habitate naturale: Vegetație gipsofilă iberică (Gypsophiletalia), Pseudostepă cu ierburi și specii anuale de Thero-Brachypodietea, Tufărișuri halo-nitrofile (Pegano-Salsoletea), Pășuni mediteraneene udate de apa mării (Juncetalia maritimi), Lande oro-mediteraneene cu formațiuni endemice de grozamă, Tufărișuri halofile mediteraneene și termo-atlantice (Sarcocornetea fruticosi), Matorral arborescenți cu Juniperus spp., Galerii și tufărișuri riverane sudice (Nerio-Tamaricetea și Securinegion tinctoriae), Stepe sărăturate mediteraneene (Limonietalia), Salicornia și alte specii anuale care populează regiunile mlăștinoase și nisipoase, Păduri de pin mediteraneene cu pini mezogeni endemici.
La baza desemnării sitului se află mai multe specii protejate de  păsări (29): fâsă-de-câmp (Anthus campestris), acvilă de munte (Aquila chrysaetos), ciuf de câmp (Asio flammeus), buha (Bubo bubo), pasărea ogorului (Burhinus oedicnemus), ciocârlie-cu-degete-scurte (Calandrella brachydactyla), caprimulg (Caprimulgus europaeus), șerpar (Circaetus gallicus), erete de stuf (Circus aeruginosus), erete vânăt (Circus cyaneus), erete cenușiu (Circus pygargus), șoim de iarnă (Falco columbarius), Falco naumanni, ciocârlan (Galerida cristata), Galerida theklae, vulturul pleșuv sur (Gyps fulvus), acvilă pitică (Hieraaetus pennatus), Lanius meridionalis, ciocârlie de pădure (Lullula arborea), ciocârlie de bărăgan (Melanocorypha calandra), gaia roșie (Milvus milvus), vultur egiptean (Neophron percnopterus), pietrar mediteranean (Oenanthe hispanica), Oenanthe leucura, Pterocles alchata, Pterocles orientalis, Pyrrhocorax pyrrhocorax, Sylvia conspicillata, silvie de tufiș (Sylvia undata).
Pe lângă speciile protejate, pe teritoriul sitului au mai fost identificate 2 specii de păsări.